# 青山みなみ
青山 みなみ（あおやま みなみ、1984年2月10日-）は、日本のタレント、元グラビアアイドル。神奈川県出身。

## 来歴・人物
2004年1月から所属事務所の先輩である村田和美の後を受け激スポ!（テレビ東京系列・BSジャパン）の金曜キャスターを務めたが、番組終了に伴い3ヶ月で番組を卒業した。
2004年11月にグラビア1stDVD「pure sweets」が発売された。

## プロフィール
- 趣味：ショッピング
- 特技：新体操、ものまね

## テレビ
- 激スポ!（テレビ東京系列・BSジャパン、2004年1月 - 3月）

## 映画
- 自殺マニュアル2

## DVD
- pure sweets（リバプール）

## 雑誌グラビア
- 週刊ヤングサンデー